# Bahnhof Seijōgakuen-mae
Der Bahnhof Seijōgakuen-mae (jap. 成城学園前駅, Seijōgakuen-mae-eki) ist ein Bahnhof in der japanischen Hauptstadt Tokio. Er befindet sich im Bezirk Setagaya und wird von der Bahngesellschaft Odakyū Dentetsu betrieben. Benannt ist er nach der nahe gelegenen Seijō-Universität.

## Verbindungen
Seijōgakuen-mae ist ein Zwischenbahnhof an der Odakyū Odawara-Linie von Shinjuku nach Odawara, die von der Bahngesellschaft Odakyū Dentetsu betrieben wird. Hier halten mit Ausnahme der Tsūkin-kyūkō (Commuter Express) sämtliche Nahverkehrs- und Eilzüge. Die Eilzuggattungen Junkyū (Semi Express) und Tsūkin-junkyū (Commuter Semi Express) verkehren nicht ab und nach Shinjuku, sondern werden – von Isehara her kommend – in Yoyogi-Uehara zur Chiyoda-Linie der U-Bahn Tokio durchgebunden. Gemeinsam mit den U-Bahnen fahren sie daraufhin ostwärts bis Ayase und wechseln dort auf die Jōban-Linie nach Abiko oder Toride. Mehrere zuschlagpflichtige Romancecar-Schnellzüge halten ausnahmsweise hier und verkehren von und nach Kita-Senju (drei Zugpaare an Werktagen, fünf an Wochenenden und Feiertagen). Nahverkehrszüge mit Halt an allen Bahnhöfen fahren in der Regel zwischen Shinjuku und Hon-Atsugi.
Der Bahnhof ist ein wichtiger Knotenpunkt des lokalen und regionalen Busverkehrs. Auf dem westlichen Bahnhofsvorplatz steht ein Busterminal, der von acht Linien der Gesellschaft Odakyu Bus bedient wird. Weitere fünf Linien von Odakyu Bus und Tokyu Bus halten auf der Straße vor dem Südeingang.

## Anlage
Der Tunnelbahnhof steht im Zentrum des Stadtteils Seijō, der zum Tokioter Bezirk Setagaya gehört. Nordöstlich davon erstreckt sich der Campus der namensgebenden Seijō-Universität. Etwa einen halben Kilometer in südlicher Richtung befinden sich die Tōhō-Studios (unter anderem Drehort zahlreicher Godzilla-Filme). Die in einem rund 600 Meter langen Tunnel befindliche Anlage ist von Osten nach Westen ausgerichtet und besitzt vier Gleise an zwei Mittelbahnsteigen. Der Tunnel entstand in offener Bauweise und ersetzte einen Einschnitt, sodass er eine geringe Überdeckung besitzt. Kurz nach dem westlichen Tunnelportal zweigen Betriebsgleise zum Bahnbetriebswerk Kitami ab. Von den Bahnsteigen führen Treppen, Aufzüge und Rolltreppen hinauf zur Verteilerebene. Diese ist zugleich das Erdgeschoss des vierstöckigen Einkaufszentrums Seijō Corty mit 36 Läden. Es gehört wie die Bahngesellschaft zur Odakyu Group.
Im Fiskaljahr 2019 nutzten durchschnittlich 88.692 Fahrgäste täglich den Bahnhof.

## Bilder

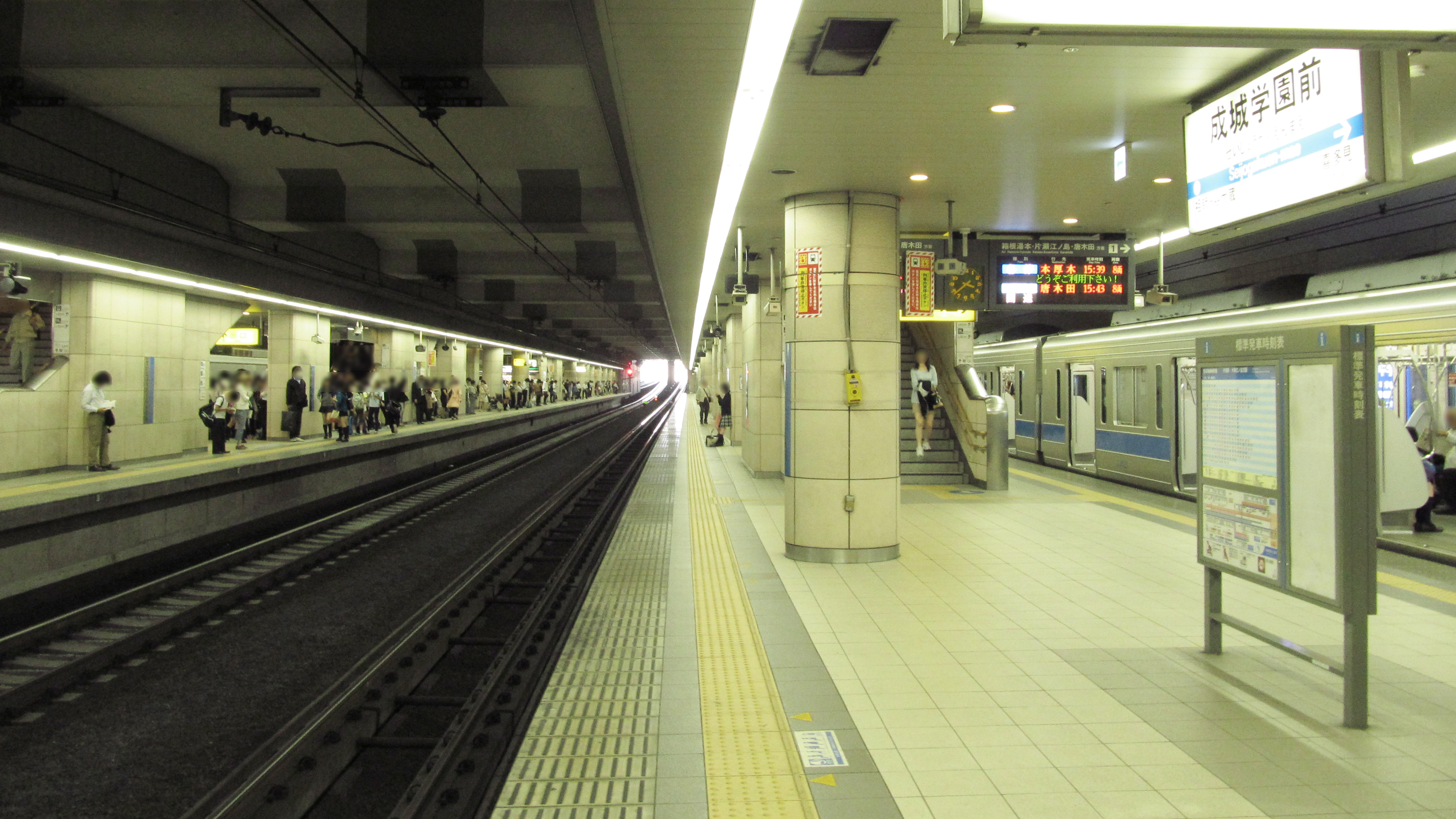
Blick auf die Bahnsteige
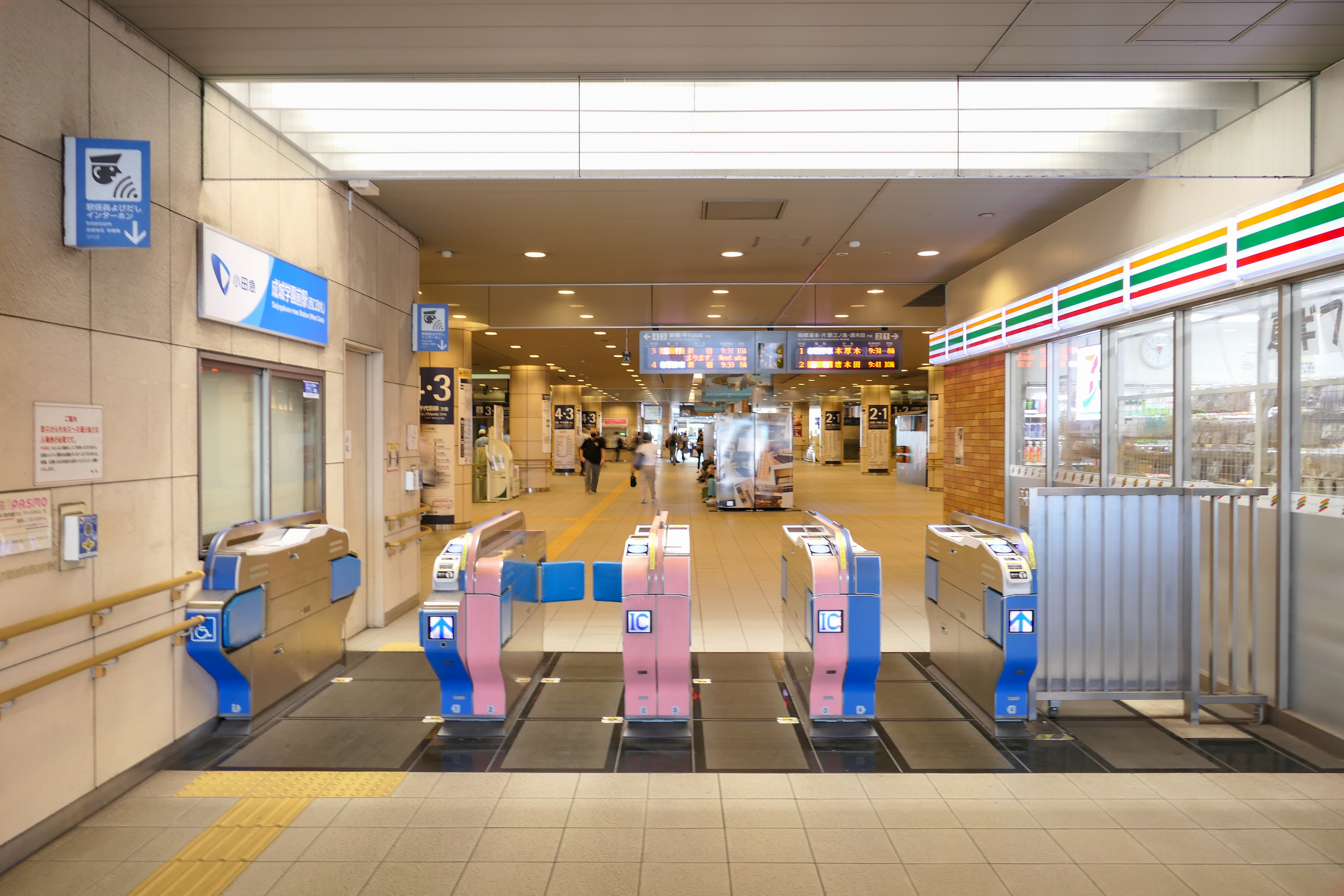
Bahnsteigsperren
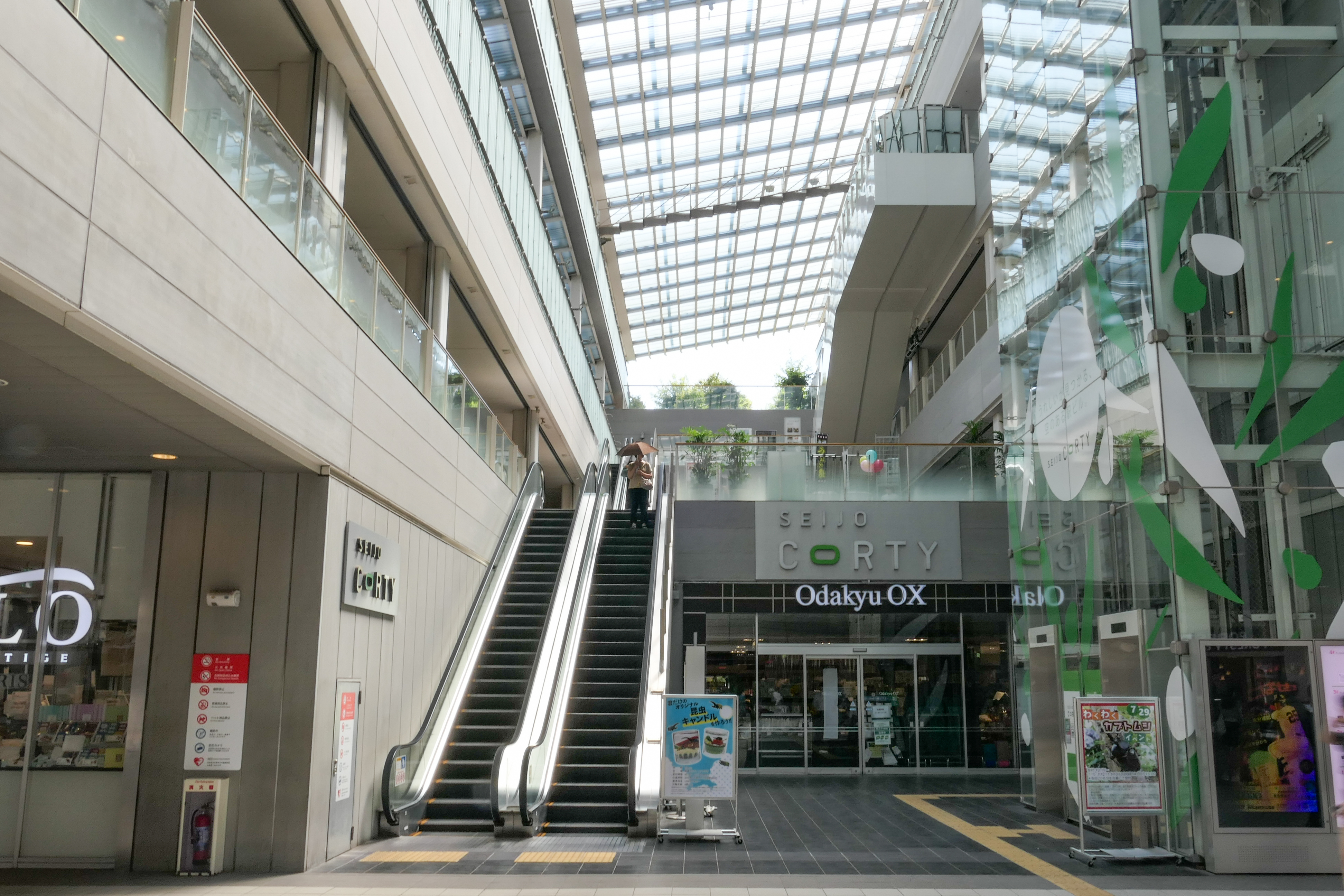
Haupthalle
Gleisplan

## Gleise
| 1 | ▉ Odakyū Odawara-Linie | Odawara • Katase-Enoshima • Karakida     |
| 2 | ▉ Odakyū Odawara-Linie | Yoyogi-Uehara • Shinjuku • Chiyoda-Linie |
| 3 | ▉ Odakyū Odawara-Linie | Odawara • Katase-Enoshima • Karakida     |
| 4 | ▉ Odakyū Odawara-Linie | Yoyogi-Uehara • Shinjuku • Chiyoda-Linie |

## Linien
| Verlauf der Odakyū Odawara-Linie |
| --- |
| Shinjuku • Minami-Shinjuku • Sangūbashi • Yoyogi-Hachiman • Yoyogi-Uehara • Higashi-Kitazawa • Shimo-Kitazawa • Setagaya-Daita • Umegaoka • Gōtokuji • Kyōdō • Chitose-Funabashi • Soshigaya-Ōkura • Seijōgakuen-mae • Kitami • Komae • Izumi-Tamagawa • Noborito • Mukōgaoka-Yūen • Ikuta • Yomiuriland-mae • Yurigaoka • Shin-Yurigaoka • Kakio • Tsurukawa • Tamagawagakuen-mae • Machida • Sagami-Ōno • Odakyū-Sagamihara • Sōbudai-mae • Zama • Ebina • Atsugi • Hon-Atsugi • Aikō-Ishida • Isehara • Tsurumaki-Onsen • Tōkaidaigaku-mae • Hadano • Shibusawa • Shin-Matsuda • Kaisei • Kayama • Tomizu • Hotaruda • Ashigara • Odawara |

## Geschichte
Die Bahngesellschaft Odawara Kyūkō Tetsudō (heutige Odakyū Dentetsu) eröffnete den Bahnhof am 1. April 1927, zusammen mit der gesamten Odakyū Odawara-Linie zwischen Shinjuku und Odawara. Ihren Namen erhielt sie von der zehn Jahre zuvor gegründeten Seijō-Hochschule (Seijō Gakuen) in der näheren Umgebung. Das rasche Wachstum der Hochschule machte bald einen Ausbau der Anlage erforderlich. Der damals in einem Einschnitt gelegene Bahnhof mit zwei Gleisen an einem Mittelbahnsteig erhielt bereits 1932 ein neues Empfangsgebäude in Form eines Reiterbahnhofs. Am 1. Oktober 1946 hielten hier erstmals Eilzüge. Obwohl die Hochschule seit 1950 den Status einer Universität besitzt und Seijō Daigaku heißt, blieb der Name des Bahnhofs gleich.
Ab Mitte der 1970er Jahre plante die Odakyū Dentetsu den Ausbau des am stärksten belasteten Abschnitts der Odawara-Linie von zwei auf vier Gleise, doch langwierige Enteignungs- und Entschädigungsverfahren zögerten die Umsetzung immer wieder hinaus und führten zu Planänderungen. Die Arbeiten im Bereich von Seijōgakuen-mae begannen schließlich 1996; sie umfassten den Bau eines Tunnelbahnhofs und die Überdeckung des Einschnitts. Der erste der beiden unterirdischen Mittelbahnsteige ging am 16. Juni 2002 in Betrieb, worauf der alte oberirdische Bahnhof abgerissen wurde. Am 26. September 2004 folgte der zweite Mittelbahnsteig, zusammen mit dem viergleisigen Streckenabschnitt zwischen Kyōdō und Kitami. Mit der Eröffnung des Einkaufszentrums Seijō Corty am 29. September 2006 waren die Arbeiten abgeschlossen.